# دیوید بوز

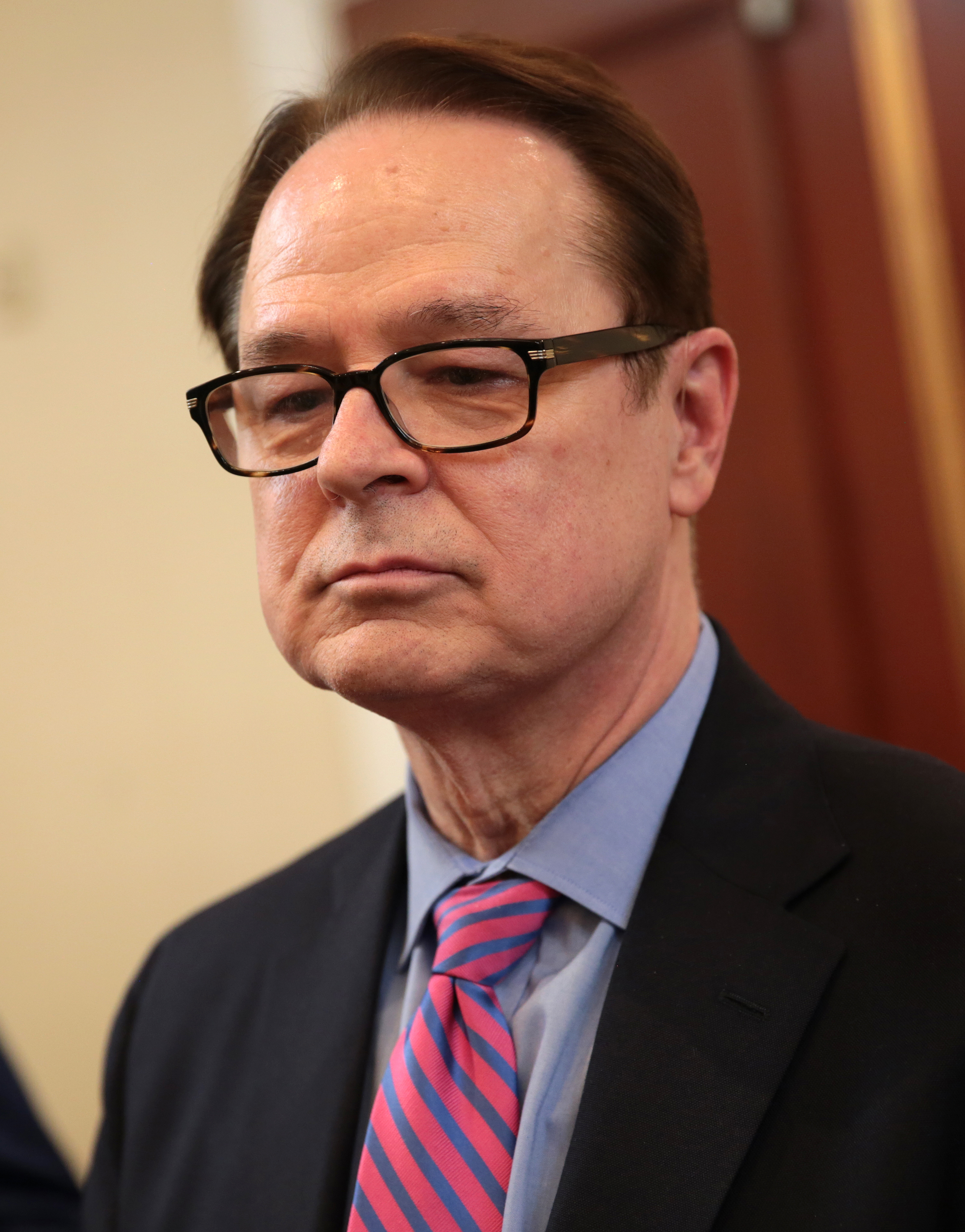
دیوید بوز (۲۰۱۸)

دیوید بوز (انگلیسی: David Boaz)، روزنامه‌نگار و نویسنده از ایالات‌متحده آمریکا و نایب رئیس اجرایی و مدیر مؤسسه کیتو، از اندیشکدههای لیبرترین آمریکایی، است.

## کتاب‌ها
- Market Liberalism: A Paradigm for the 21st Century, Editor with Edward H. Crane, 1993. شابک ‎۹۷۸۰۹۳۲۷۹۰۹۷۲. اُسی‌ال‌سی ۲۷۲۶۷۷۰۹
- Libertarianism: A Primer, Free Press 1997. شابک ‎۹۷۸۰۶۸۴۸۳۱۹۸۵. اُسی‌ال‌سی ۳۵۶۵۸۰۱۰
- The Libertarian Reader, Editor, Free Press 1997. شابک ‎۹۷۸۰۶۸۴۸۳۲۰۰۵. اُسی‌ال‌سی ۳۵۸۰۸۳۹۶
- The Politics of Freedom: Taking on The Left, The Right and Threats to Our Liberties, 2008. شابک ‎۹۷۸۱۹۳۳۹۹۵۱۴۴. اُسی‌ال‌سی ۲۵۴۱۷۵۷۱۸
- The Libertarian Vote: Swing Voters, Tea Parties, and the Fiscally Conservative, Socially Liberal Center, with David Kirby and Emily Ekins, 2012. شابک ‎۹۷۸۱۹۳۸۰۴۸۷۴۶
- The Libertarian Mind: a Manifesto for Freedom, Simon & Schuster, 2015. شابک ‎۹۷۸۱۴۷۶۷۵۲۸۴۶